# إسونندراوية
الإسونندراوية (الاسم العلمي: Isonandreae) هي قبيلة من النباتات تتبع فصيلة السبوتية من الرتبة الخلنجيات.

## أجناس الإسونندراوية
- الإسونندرة
- المدهوكة
- الدبلكنمة
- الأولندرة
- البوركلة
- البايانة
- الطبرخي